# Wasdow
Wasdow is een plaats en voormalige gemeente in de Duitse deelstaat Mecklenburg-Voor-Pommeren, en maakt deel uit van de gemeente Behren-Lübchin in het district Rostock.